# Palacio de Güstrow
El palacio de Güstrow es un palacio renacentista en Güstrow, Mecklemburgo-Pomerania Occidental, Alemania, utilizado hoy como museo y centro cultural.
Construido en 1558 por el duque Ulrico de Mecklemburgo, se halla cerca de las murallas de la ciudad vieja de Güstrow y tiene forma rectangular. El palacio del siglo XVI muestra decoraciones en estuco y una casa de guardia de estilo barroco.

## Historia

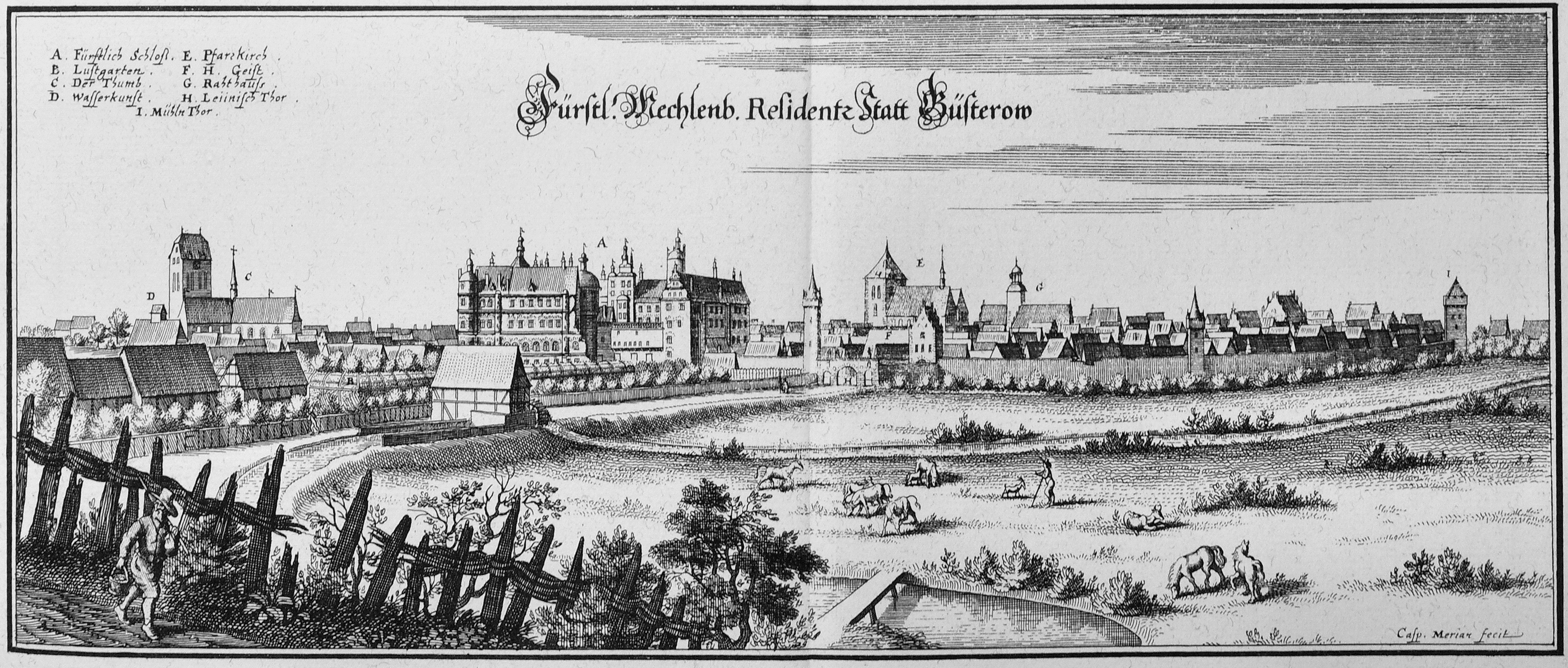
Palacio de Güstrow (antes de 1635) por Matthäus Merian.

La construcción del presente palacio en estilo renacentista fue iniciada en 1558 por el duque Ulrico de Mecklemburgo, en el emplazamiento de un castillo medieval. Franciscus Pahr fue el maestro constructor, quien edificó las alas sur y oeste adicionales en una fusión de estilos italiano, francés y alemán, único para su tiempo y en su región.
En 1657, Gustavo Adolfo, el último duque de Güstrow, contrató a Charles Philippe Dieussart para refrescar parte del palacio en estilo moderno. La casa de guardia de estilo barroco y el puente del palacio fueron construidos en este tiempo. Después del fin del gobierno ducal, entre 1817 y 1950, el palacio se convirtió en una granja para albergar a trabajadores de Mecklemburgo y luego en una residencia de ancianos. Otra restauración tuvo lugar entre 1963 y 1978, cuando el palacio fue renovado según su grandeza original. Desde 1972 se dedica a fines museísticos.

## Características

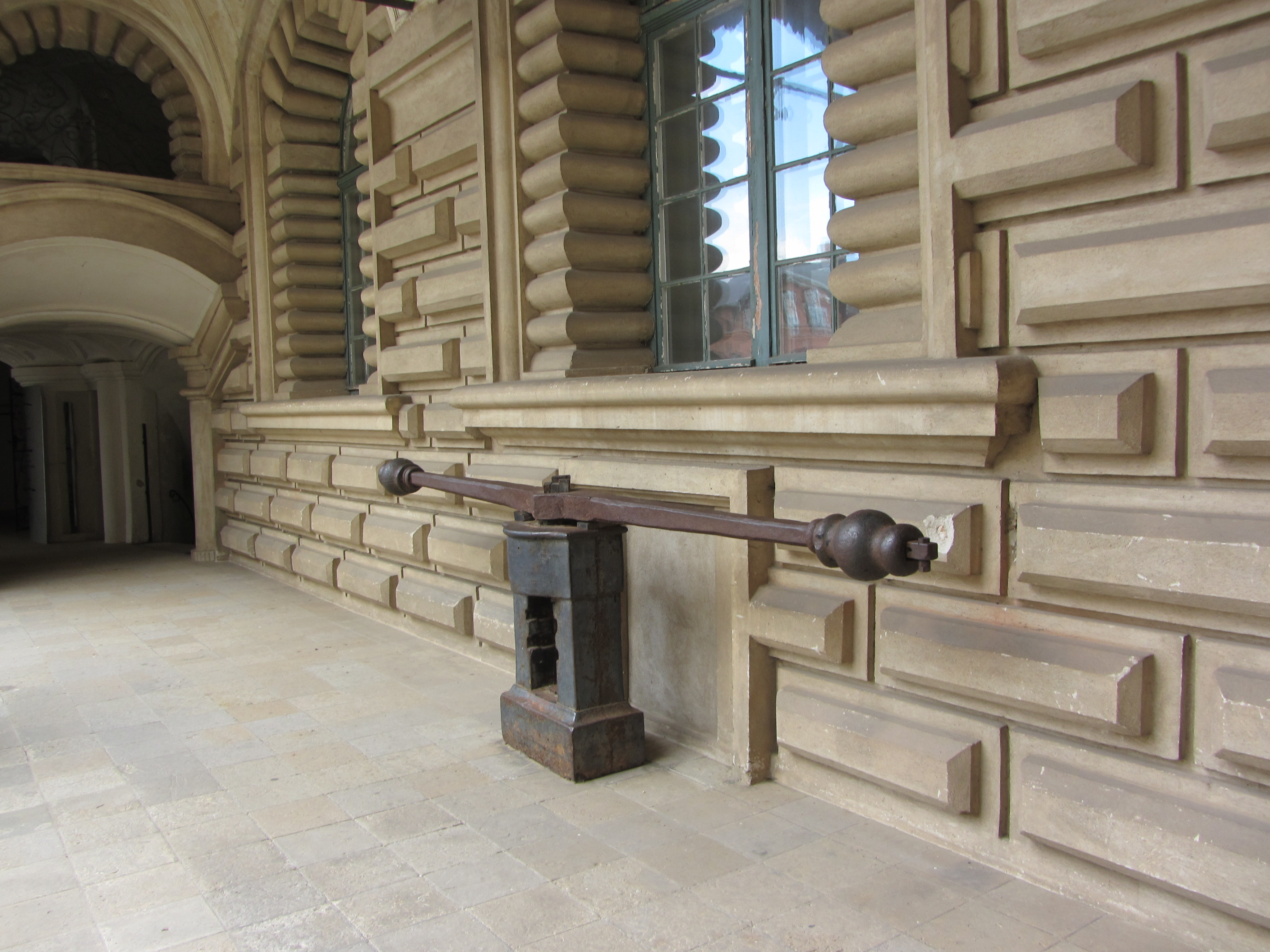
Vista interior.

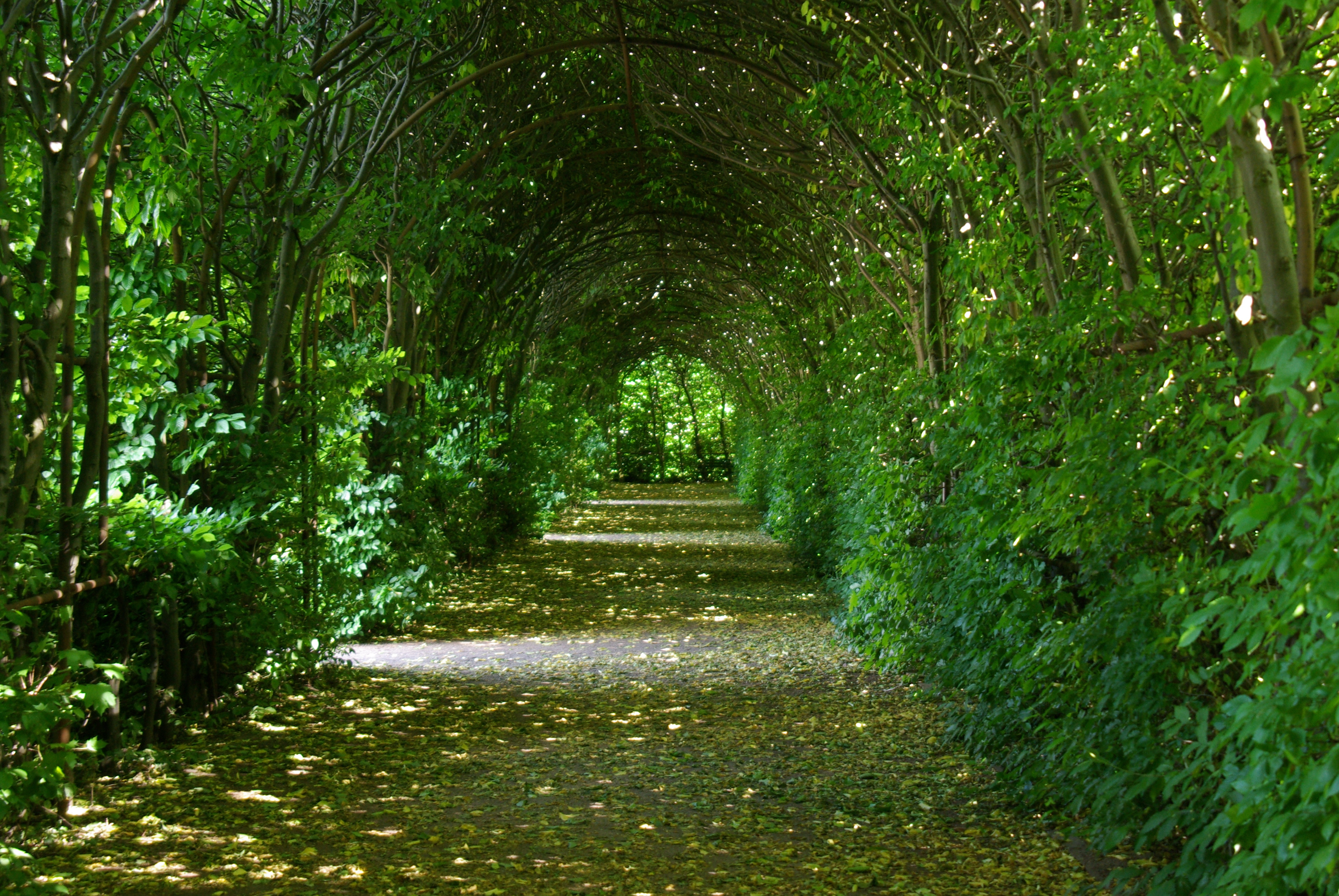
Pérgola de los jardines del palacio de Güstrow.

El Palacio de Güstrow es de forma rectangular. Parte de los antiguos muebles fueron trasladados a Schwerin y otros lugares tras la muerte de Magdalena Sybilla, que marcó el fin del linaje de Güstrow. En una parte del palacio, existen pinturas flamencas bien conservadas; en una, en particular, se observa a un holandés fumando. Existe un teatro en buen estado de conservación con pinturas de estuco originales en buen estados. Los techos de estuco se conservan en su forma original en el palacio. El techo del salón del banquete tiene pinturas en estuco únicas con escenas de caza, que son adaptaciones de grabados holandeses en cobre. Las habitaciones medievales del sótano del palacio, con techos de bóvedas, contienen muchos artefactos del periodo medieval en Alemania. La cámara de arte alberga exhibiciones de caza y armas ceremoniales. Las salas reformadas del comedor, residenciales y las habitaciones de recepción exhiben pinturas de Cranach, Marten de Vos y Tintoretto. Vasijas de cerámica antigua y un gran número de artículos de vidrio están expuestas en la antigua cámara de la duquesa. También hay exhibiciones de los siglos XIX al XXI.
En los terrenos alrededor del palacio hay establos y un jardín bien cuidado. El jardín ha sido reconstruido con cauces de lavanda y pasarelas.

## Museo
El palacio alberga un museo relacionado con la línea masculina de la familia de la Duquesa Isabel Sofía de Mecklemburgo,
 presentando también exposiciones de arte y conciertos.